# Cycle de Panji
Pour les articles homonymes, voir Panji (homonymie).

Panji à la recherche de sa femme, Dewi Sekartaji

Le cycle de Panji est un ensemble de récits qui raconte la vie de Panji, un prince légendaire de Java oriental en Indonésie. Il constitue, aux côtés des grandes épopées indiennes du Mahabharata et du Ramayana, une source locale de nombreux poèmes et récits pour une forme de wayang (théâtre d'ombres traditionnel) à Java oriental appelée wayang gedog (gedog veut dire « masque » en javanais). L'histoire de Panji a inspiré de nombreuses danses traditionnelles indonésiennes, dont notamment les danses du type topeng (mot signifiant « masque ») de Cirebon et Malang. Dans la région de Kediri dans l'est de Java, d'où l'on pense qu'est originaire l'histoire de Panji, on associe cette dernière au personnage légendaire de Totok Kerot. L'histoire de Panji a également inspiré la littérature et le théâtre traditionnels de Malaisie, de Thaïlande et du Cambodge.

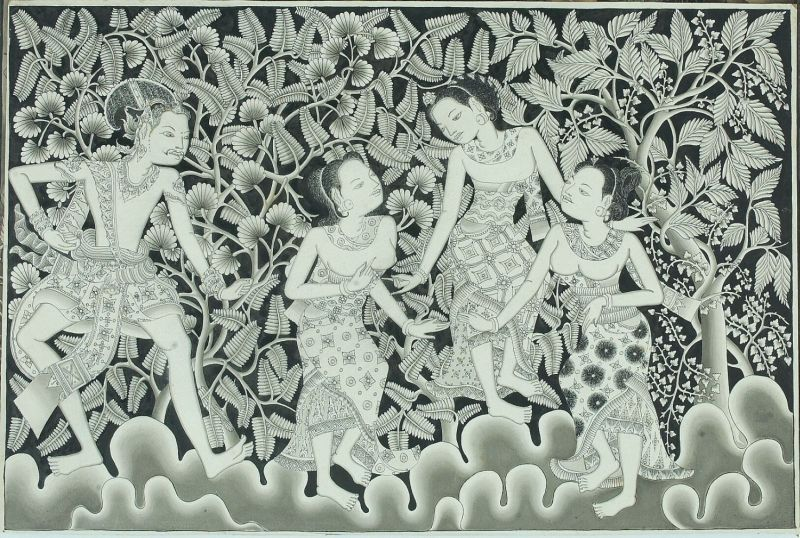
Peinture balinaise représentant Panji rencontrant trois femmes dans la forêt

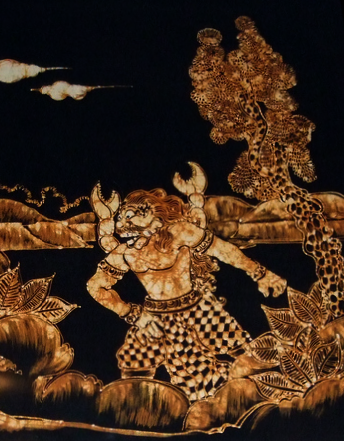
Batik représentant Yuyu Kangkang sortant de la rivière

## Origines de l'histoire
Les actes de Panji sont ceux traditionnellement attribués à Java à des ancêtres mythiques. Certains auteurs estiment que l'histoire de Panji repose sur un ancien mythe mettant en scène le soleil et la lune (Chandra est une divinité lunaire dans l'hindouisme). Certains détails suggèrent également que le personnage de Panji pourrait être inspiré du roi Kameçvara de Kediri, qui régnait à la fin du XIIe siècle et celui de son épouse, Chandra Kirana, sur la reine Çri Kirana. Curieusement, dans l'histoire de Panji, les royaumes sont inversés par rapport à la réalité. Dans l'histoire, Panji est prince du royaume de Janggala et inversement, Chandra Kirana est princesse de Kediri, alors que la vraie Çri Kirana était princesse de Janggala. Dans la généalogie Pustaka Radja Mada du poète de cour Rangga Warsita de Surakarta , les rois javanais, y compris Panji, sont censés descendre des cinq frères Pandava du Mahabharata.